# قائمة الزملاء المؤسسين للجمعية الملكية
هذه قائمة كاملة للزملاء المؤسسين للجمعية الملكية. يُعرف الزملاء المؤسسين على أنهم الزُملاء الذين كانوا حاضرين في الاجتماع الافتتاحي للجمعية بكلية غريشام في 28 نوفمبر 1660.

## الزملاء المنتخبون في 1660
- وليام بول [الإنجليزية] (1627–1690)
- وليان برونكر [الإنجليزية] (1620–1684)
- جوناثان جودارد [الإنجليزية] (1617–1675)
- أبراهام هيل [الإنجليزية] (1633–1721)
- السير روبرت موراي (1608–1673)
- السير بول نيل [الإنجليزية] (1613–1686)
- السير وليم بيتي (1623–1687)
- لورانس روك [الإنجليزية] (1622–1662)

## الزملاء المنتخبون في 1663
- روبرت بويل (1627–1691)
- ألكسندر بروس [الإنجليزية] (1629–1681)
- جون ويلكنز (1614–1672)
- السير كريستوفر رن (1632–1723)